# Шепелюха
Шепелюха (Шепел) — река в России, протекает по Ярославскому району Ярославской области. Устье реки находится в 8,4 км от устья реки Пахма по левому берегу. Длина реки составляет 14 км.
Крупнейший приток — Колба (справа).
Сельские населённые пункты около реки: Ефремово, Малое Домнино, Большое Домнино, Костяево, Бузаркино, Дорожаево, Большая Поповка, Пестово, Михальцево, Борисково, Котельницы, садовые участки; напротив устья — Бельково.
Пересекает автодорогу Р-132 «Золотое кольцо».

## Данные водного реестра
По данным государственного водного реестра России относится к Верхневолжскому бассейновому округу, водохозяйственный участок реки — Волга от Рыбинского гидроузла до города Кострома, без реки Кострома от истока до водомерного поста у деревни Исады, речной подбассейн реки — Волга ниже Рыбинского водохранилища до впадения Оки. Речной бассейн реки — (Верхняя) Волга до Куйбышевского водохранилища (без бассейна Оки).
Код объекта в государственном водном реестре — 08010300212110000011139.